# Parafia Nawiedzenia Najświętszej Maryi Panny w Goświnowicach
Parafia Nawiedzenia Najświętszej Maryi Panny w Goświnowicach – rzymskokatolicka parafia położona w metropolii katowickiej, w diecezji opolskiej, w dekanacie otmuchowskim. 

## Charakterystyka
Parafia Goświnowice obejmuje swoim zasięgiem obszar 4 wsi:
- Goświnowice (1335 osób)
- Ulanowice (93 osób)
- Grądy (167 osób)
- Malerzowie Małe (272 osób)

W Ulanowicach istnieje kaplica, w której odprawiane są coniedzielne Msze Święte.

## Historia
Pierwotnie kościół w Goświnowicach był katolicką gminą kapliczną, do której dojeżdżał proboszcz z pobliskiej Nysy. W 1924 r. została podniesiona do rangi kuracji, wyłączoną z parafii św. Jakuba w Nysie. Duszpasterzami byli tu od 1921 r. Ks. Kuratus Siegfried Schultheis, a w latach 1939-1945 Ks. Proboszcz Georg Rehnelt.
W 1982 r. przyłączono do parafii Goświnowice wioski: Grądy, Malerzowice Małe i Ulanowice, wyłączając je z parafii Otmuchów.

## Kościół parafialny
Kościół katolicki pod wezwaniem Nawiedzenia Najświętszej Maryi Panny został zbudowany w 1872 roku. Poświęcenie kościoła miało miejsce 10 listopada 1872 r., czyli w drugą niedzielę listopada.

## Duszpasterze po 1945 roku
Po II wojnie światowej na terenie parafii posługiwali: o. Marian Pietryga OFM, ks. Piotr Guła, ks. Adam Igielski, ks. Józef Stefański, ks. Aleksander Chmielowski, ks. Jerzy Witeczek i ks. Andrzej Gołaszewski.

## Cmentarz parafialny
Na terenie Goświnowic zlokalizowany jest cmentarz parafialny o wielkości 0,40 ha. Znajduje się on przy ul. Nyskiej. Do wojewódzkiego rejestru zabytków wpisana jest aleja kasztanowców na cmentarzu parafialnym.